# MDR Garten
Der MDR Garten – Das Servicemagazin fürs Grüne ist eine halbstündige Ratgebersendung des Mitteldeutschen Rundfunks, die seit 2000 vom Landesfunkhaus Erfurt produziert wird. Sie wird jeweils donnerstags um 19:50 Uhr im MDR Fernsehen ausgestrahlt und am folgenden Sonntag um 8:30 Uhr wiederholt. Themen sind Informationen für Gartenbesitzer, Balkon- und Terrasseninhaber sowie zu Zimmerpflanzen.  

## Geschichte
Die Sendung entstand im März 2000 auf maßgebliche Initiative von Claudia Look-Hirnschal, die sie auch fast 16 Jahre moderierte. Gesendet wird von Mai und Oktober aus dem egapark und von November bis April aus dem MDR-Wintergarten.
Im Jahr 2014 wurde im egapark mit dem „MDR GartenReich“ ein eigener Garten für den MDR gestaltet, der als Außendrehort für die Fernsehsendung dient. Dort können verschiedene Versuchsreihen, wie der Prozess der Züchtung und Auslese der Einjahresblumen und dauerblühenden Stauden, besichtigt werden. Langfristig angelegt sind Versuchspflanzungen für Echinacea (Sonnenhüte), Heuchera (Purpurglöckchen) und Gerbera, die auf ihre auf Ästhetik, Dauerhaftigkeit und Winterhärte getestet werden.

## Moderatoren
- 2000–2016: Claudia Look-Hirnschal
- seit 2016: Jens Haentzschel und Diana Fritzsche-Grimmig